# Vindelev (parochie)
Vindelev is een parochie van de Deense Volkskerk in de  Deense gemeente Vejle. De parochie maakt deel uit van het bisdom Haderslev en telt 323 kerkleden op een bevolking van 353 (2004). 
De parochie was tot 1970 deel van Nørvang Herred. In dat jaar werd de parochie opgenomen in de nieuwe gemeente Jelling. Deze ging in 2007 op in de vergrote gemeente Vejle.